# 南ベトナム共和国

南ベトナム共和国
Cộng hòa Miền Nam Việt Nam
(共和沔南越南)

国の標語: Độc lập - Dân chủ - Hòa bình - Trung lập
（ベトナム語：独立・民主・平和・中立）国歌: Giải phóng miền Nam（ベトナム語）
南部解放 
 

南ベトナム共和国（みなみベトナムきょうわこく、ベトナム語：Cộng hòa Miền Nam Việt Nam / 共和沔南越南）は、南ベトナムに存在していた社会主義国家。ベトナム共和国に対抗する国家としてベトナム戦争下の1969年に樹立され、1975年のサイゴン陥落後は名目的に南ベトナム全域を統治していた。ベトナム民主共和国（北ベトナム）の傀儡国家とされており、北ベトナムによる併合によって1976年に消滅した。

## 政府
南ベトナム共和国の政府は、1969年に地下政府として樹立された南ベトナム共和国臨時革命政府（ベトナム語：Chính Phủ Cách Mạng Lâm Thời Cộng Hòa Miền Nam Việt Nam / 政府革命臨時共和沔南越南、英語: Provisional Revolutionary Government of the Republic of South Vietnam、略称PRG）であった。臨時政府は、「南ベトナムのみを統治する政府」としての立場を主張し、ベトナム統一に関しては北ベトナムに一任していた。そのため、南ベトナム共和国には正式な政府は存在せず、1976年の消滅まで、あくまでも臨時政府でしかなかった。

### 歴史
南ベトナム共和国臨時革命政府は、アメリカに支援された反共国家であるベトナム共和国に対抗するため、南ベトナム解放民族戦線（NLF、ベトコン）、民族民主平和勢力連合、人民革命党が主体となって、1969年6月8日に樹立した地下政府であった。名目上は無党派の政府であり、多くの政治的観点を内包するとされていたが、実際は、臨時政府を支援するベトナム労働党政府（北ベトナム）の制御下にあった。そのため、今日では北ベトナムの傀儡政権と見なされている。
1969年から1970年までの間、臨時政府の閣僚は、カンボジアとの国境に近い南ベトナムの「鉄の三角地帯」と呼ばれた地域に隠れ家を設け、そこを中心に活動をしていた。1973年調印のパリ協定でベトナム共和国と同等の「政治主体」として認められると、臨時政府はタイニンを本拠地として活動するようになった。
臨時政府は「平和・民主・中立の南ベトナムを実現」することなどを基本政策とし、東側陣営・非同盟諸国の一部の国々から国家承認を受けており、1970年から非同盟諸国のオブザーバー、1973年から非同盟諸国の正式な一員となっていた。
1972年、イースター攻勢で占領したビンロン省（現ビンフオック省）ロックニンに拠点を置いた。1975年のサイゴン陥落により臨時政府は南ベトナム全土を掌握し、南ベトナム唯一の政府となった。しかし臨時政府の主要閣僚職はいずれもNLF内の労働党員に占められており、ベトナム共和国政府消滅後は北ベトナムの軍・労働党関係者が本格的に進駐し始めたため、南ベトナムにおける臨時政府の影響力は限定的であった。
結局、臨時政府は正式な政府に発展すること無く、1976年7月2日のベトナム社会主義共和国樹立（事実上の北ベトナムによる南ベトナムの併合）によって、南ベトナム統一から1年余りで消滅した。

### 閣僚
臨時政府の閣僚は、皆南ベトナム解放民族戦線の一員であった。
| 役職           | 氏名                                      | 就任         | 退任         | 備考 |
| -------------- | ----------------------------------------- | ------------ | ------------ | ---- |
| 首相           | フイン・タン・ファット（Huỳnh Tấn Phát）  | 1969年6月8日 | 1976年7月2日 | なし |
| 副首相         | フン・ヴァン・クン（Phùng Văn Cung）      | 1969年6月8日 | ?            |      |
| 副首相         | グエン・ヴァン・キエト（Nguyễn Văn Kiết） | 1969年6月8日 | ?            |      |
| 副首相         | グエン・ドア（Nguyễn Đóa）                | 1969年6月8日 | ?            |      |
| 顧問評議会議長 | グエン・フー・ト（Nguyễn Hữu Thọ）        | 1969年6月8日 | ?            |      |
| 国防部部長     | チャン・ナム・チュン（Trần Nam Trung）    | 1969年6月8日 | ?            |      |
| 外交部部長     | グエン・ティ・ビン（Nguyễn Thị Bình）     | 1969年6月8日 | ?            |      |
| 内務部部長     | フン・ヴァン・クン（Phùng Văn Cung）      | 1969年6月8日 | ?            |      |
| 司法部部長     | チュオン・ニュー・タン（Trương Như Tảng） | 1969年6月8日 | ?            |      |
| 経済財政部部長 | カオ・ヴァン・ボン（Cao Văn Bổn）         | 1969年6月8日 | ?            |      |
| 通信文化部部長 | ルー･フー・フォク（Lưu Hữu Phước）        | 1969年6月8日 | ?            |      |
| 教育青年部部長 | グエン・ヴァン・キエト（Nguyễn Văn Kiết） | 1969年6月8日 | ?            |      |
| 傷兵社会部部長 | ズオン・クイン・ホア（Dương Quỳnh Hoa）   | 1969年6月8日 | ?            |      |